# Parachauliodes nebulosus
Parachauliodes nebulosus är en insektsart som först beskrevs av Okamoto 1910.  Parachauliodes nebulosus ingår i släktet Parachauliodes och familjen Corydalidae. Inga underarter finns listade i Catalogue of Life.